# Groapa
Groapa este un roman de Eugen Barbu apărut în forma sa finală în 1957, după multe modificări și transcrieri operate de autor. Romanul Groapa este considerat o capodoperă a literaturii române.
În 1974, Eugen Barbu scria în „Jurnal”: „Pe la optsprezece ani, influențat și de moda literară care bîntuia pe atunci, imaginam aventuri și idile consumate pe insule îndepărtate de care nu mai auzisem. Ne aflam în plin război și se pare că această nevoie de a evada din realitatea înconjurătoare, detestabilă, își avea o explicație firească. Într-o sîmbătă seara, spre toamnă, într-unul din acele ceasuri cînd simți că urci pe rînd toate treptele nevăzute ale melancoliei, m-am trezit în fața unui geam aburit de frizerie prin care se deslușeau umbrele mai multor mușterii. Cineva scrisese cu degetul pe placa de sticlă o invitatie simplă: treci și te tunde! Prăvălia aceasta mică, cu streașină ca un cozoroc de șapcă, mai există și azi, undeva în apropierea șoselei Ștefan cel Mare. Mi se pare că dacă aș mai trece într-o sîmbătă seară pe acolo, aș putea auzi acea pasăre bătrînă, un sticlete cu duh pe care l-am ascultat cu ani în urma, cînd ușa acelei frizerii s-a deschis și s-a născut ideea de a scrie «Groapa».” Acest fragment apare deseori la începutul cărții, la secțiunea „Mărturisiri”, deși are sens doar după ce volumul este parcurs.
Șerban Cioculescu: „Dacă s-ar face o anchetă cu privire la cele mai bune romane din literatura noastră, n-aș ezita să înscriu printre ele și «Groapa» de Eugen Barbu... Țin să stărui asupra poeziei romanului, care la întîia lui apariție în volum a ridicat și obiecții, necruțîndu-i-se calificarea de «naturalist». Dacă naturalismul lui Zola și al școalei de la Medan s-au caracterizat prin stăruință exagerată asupra instinctelor brutale și a eredității încărcate, precum și a plăgii alcoolismului, micul univers al "Gropii" se individualizează prin pasiuni primitive mai adesea sănătoase și printr-un plein-airism robust, iar însăși mizeria și moartea au altă tonalitate, mai puțin sumbră și niciodată repulsivă pînă la îngrețoșare (efectul parcă sistematic vizat de epigonii zoliști).. Scrisul lui Eugen Barbu oferă tot felul de surprinderi, dar mai ales concizia rară, frazarea scurtă, sacadată, dialogul concentrat, nervos, veridic.”